# La Parva

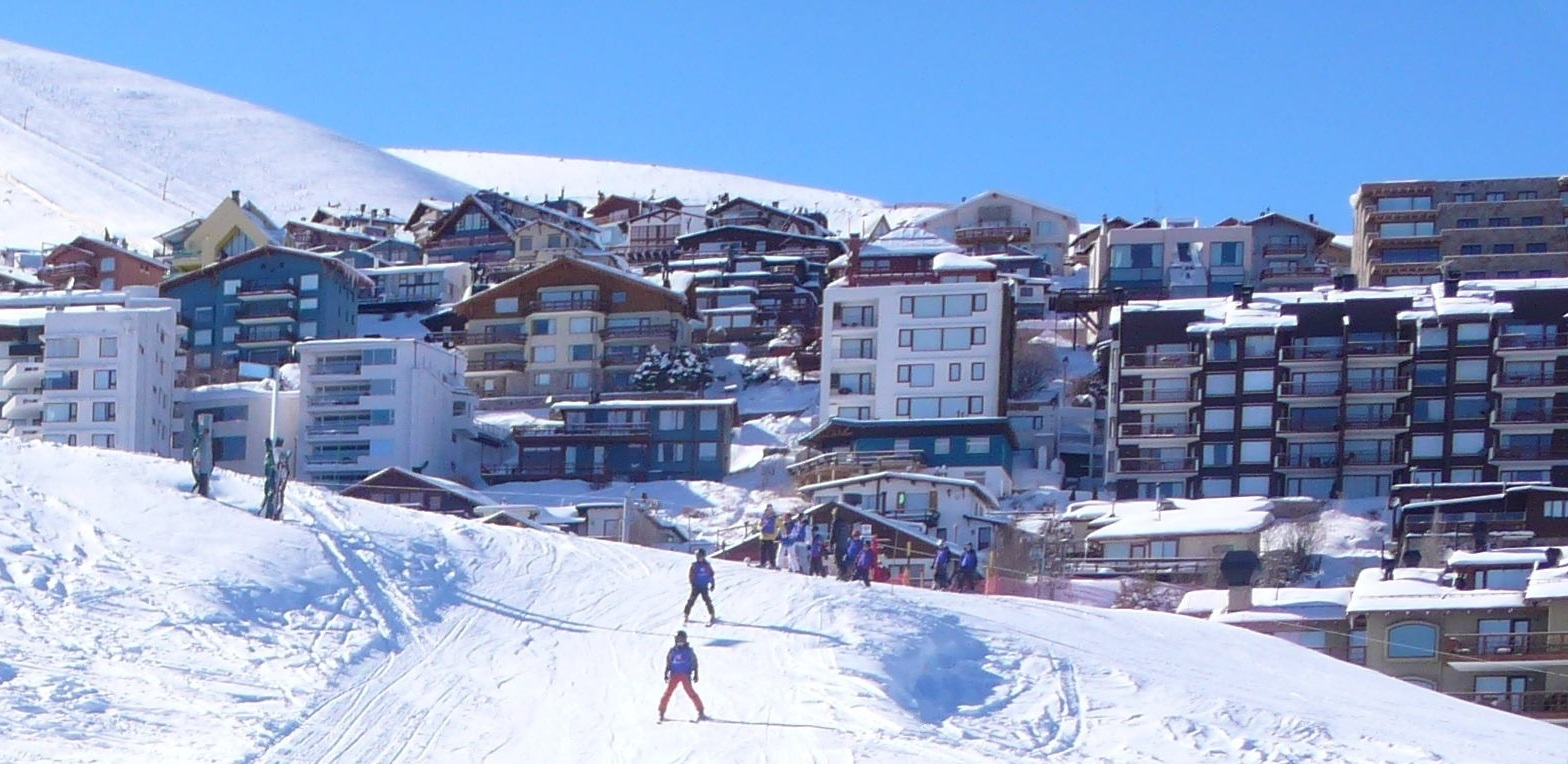
Turistas esquiando en La Parva el 3 de agosto de 2011.

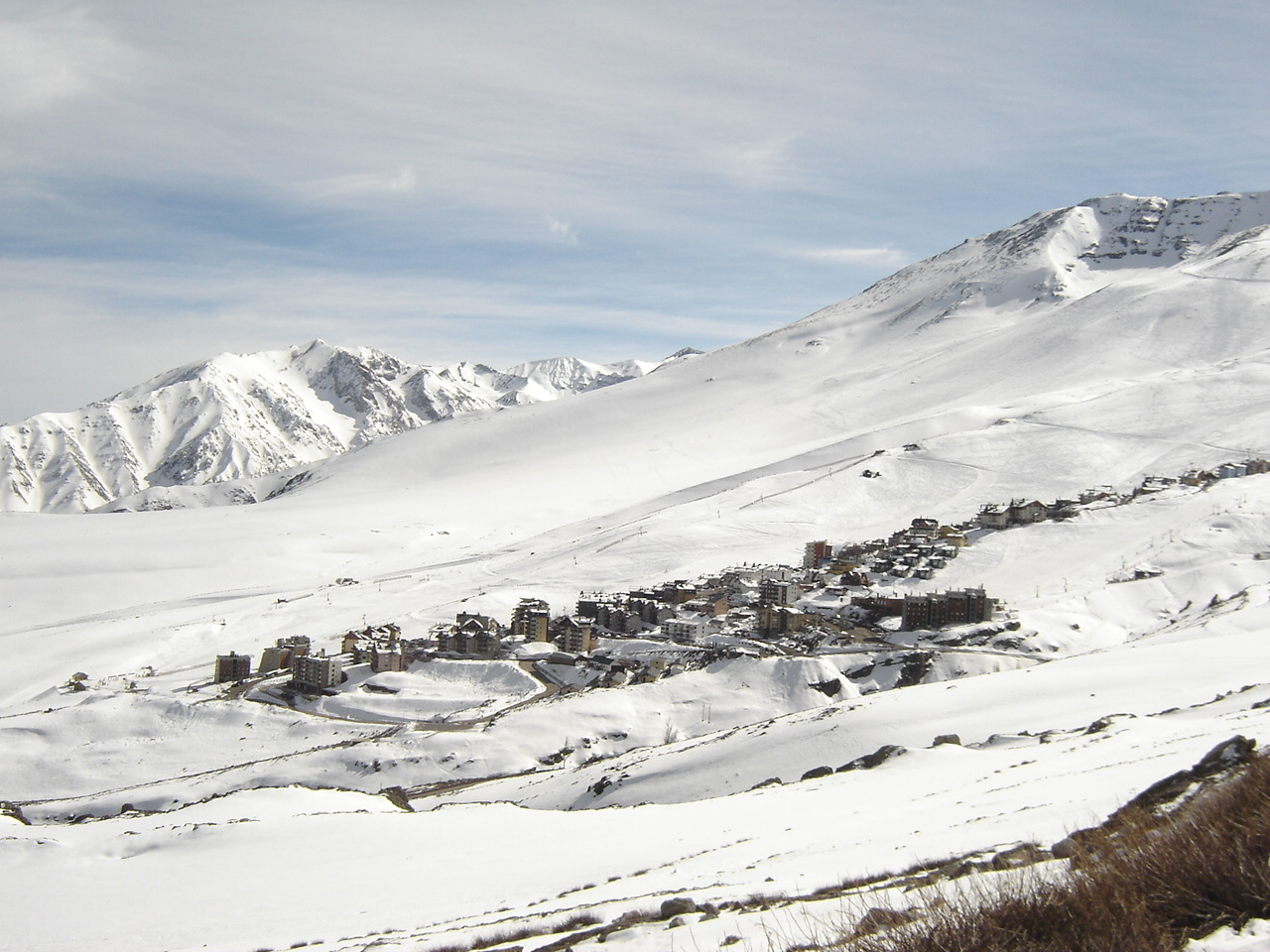
Vista panorámica de La Parva el 9 de septiembre de 2006.

La Parva es un centro de esquí chileno, enclavado a 2.75 k.s.n.m. en la cordillera de los Andes, ubicado al oriente de la metrópoli de Santiago. Se encuentra cercano a otros centros de esquí como El Colorado, Farellones y Valle Nevado.
Cuenta con equipo  mecanizado de mantención y reparación de las pistas, doce andariveles de los cuales dos son para 3 y 4 personas, que cubren una distancia de 9,673 kilómetros. La altura máxima esquiable es de 3,63 k.s.n.m.
También existe el cerro "la Parva" que mide 4047 metros de altura.